# Dixon (Californie)
Pour les articles homonymes, voir Dixon.
Dixon est une municipalité américaine du comté de Solano, en Californie. Sa population était de 18 351 habitants au recensement de 2010.

## Démographie
| 1870 | 1890  | 1900 | 1910 | 1920 | 1930  |
| ---- | ----- | ---- | ---- | ---- | ----- |
| 317  | 1 082 | 788  | 827  | 926  | 1 000 |

| 1940  | 1950  | 1960  | 1970  | 1980  | 1990   |
| ----- | ----- | ----- | ----- | ----- | ------ |
| 1 108 | 1 714 | 2 970 | 4 432 | 7 541 | 10 401 |

| 2000   | 2010   | - | - | - | - |
| ------ | ------ | - | - | - | - |
| 16 103 | 18 351 | - | - | - | - |